# Iwan Knorr

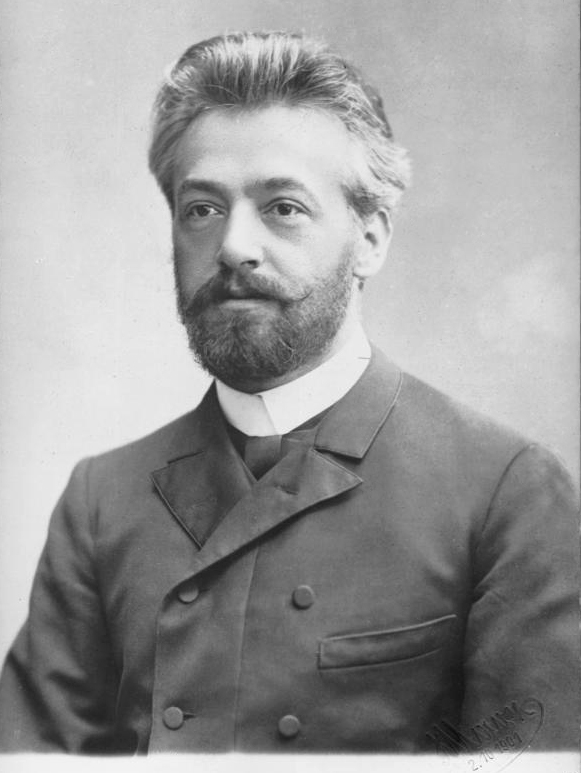
Iwan Knorr (1901)

Iwan Knorr (Pseudonym: I. O. Armand, * 3. Januar 1853 in Mewe b. Marienwerder; † 22. Januar 1916 in Frankfurt am Main) war ein deutscher Komponist und Musikpädagoge.

Das Hoch’sche Konservatorium in Frankfurt am Main

Die Orgel im Hoch’schen Konservatorium

## Leben
Iwan Knorr kam als vierjähriger Knabe mit seinen Eltern nach Russland. Sein Vater, Armand Knorr, war von Beruf Photograph; er siedelte um 1867 von Riga nach Leipzig über, als Iwan 15 Jahre und Gymnasiast war. Den ersten Klavierunterricht erhielt Iwan Knorr von seiner Mutter.
Am Konservatorium Leipzig war er Schüler von Ignaz Moscheles, Ernst Friedrich Richter und von Carl Reinecke, dem auch sein Opus 1 – die 1873 entstandenen Triovariationen – gewidmet sind. Seine anderen Lehrer waren Salomon Jadassohn, Oscar Paul, Theodor Coccius und Robert Papperitz. Zu seinen Studienkollegen gehörten die ebenfalls in der Musikwelt bekannt gewordenen Hermann Kretzschmar, Paul Klengel, Edmund Röthlisberger und Karl Muck.
Knorr wurde 1874 als Musiklehrer am Kaiserlichen Dameninstitut in Charkow angestellt. 1878 wurde er zudem zum Leiter des theoretischen Unterrichts an der Charkower Abteilung der Kaiserlich Russischen Musik-Gesellschaft ernannt. Aus Charkow kam er nun jeden Sommer für zwei Monate zu seinen Angehörigen nach Deutschland. 1877 sandte er Orchestervariationen über ein ukrainisches Volkslied an Johannes Brahms in Wien „mit der Bitte um ein aufrichtiges Urteil“. Brahms Antwort – „Jedenfalls bietet es nach allen Seiten soviel des Erfreulichen, dass man das Allerbeste von seinem Schöpfer erwarten mag“ – war für Knorr die stärkste Triebfeder für weitere Kompositionen. Er schrieb unter anderem ein Klavierquintett, das er ebenfalls an Brahms schickte, der wieder umgehend antwortete und  wohlwollende Ratschläge gab. Das Werk wurde, wohl auf Grund eines Brahmsschen Ratschlags, später in Frankfurt zum Quartett umgearbeitet und so als op. 3 veröffentlicht. Ende Dezember 1882 veranlasste Brahms die Aufführung der Orchestervariationen unter Friedrich Hegar in Zürich und wohnte persönlich allen Proben bei. Knorr hegte jetzt nur einen Wunsch, nach Deutschland zu kommen. Brahms unterstützte ihn dabei, indem er den jungen Künstler an seine Freunde empfahl: Franz Stockhausen in Straßburg, Franz Wüllner in Dresden und Bernhard Scholz, der damals gerade von Breslau nach Frankfurt übersiedelte.
Knorr wurde 1883 Lehrer für Klavierspiel am Hoch’schen Konservatorium in Frankfurt am Main bei Bernhard Scholz. Damit begann die zweite Periode seines Lebens „nicht mehr in der Fremde und Einsamkeit, sondern in angeregtem Verkehr und Austausch mit Künstlern“ wie Bernhard Scholz, Clara Schumann, Lazzaro Uzielli, Ernst Engesser, Fritz Bassermann und vielen Anderen. Ab 1888 übernahm Knorr neben Theorie und Musikgeschichte das Fach der freien Komposition. 1895 wurde er zum königlichen Professor ernannt. Als Scholz 1908 von seinem Direktorposten zurücktrat, wurde Knorr dessen Nachfolger.
Knorr gründete unter dem Protektorat des Landgrafen von Hessen 1908 einen Patronatverein zur Unterstützung mittelloser Schüler.
Im Jahre 1880 hatte Knorr in Charkow Marie von Schidlowsky geheiratet.
In einem Brief vom September 1907 an einen bekannten Musiker weist Knorr dessen Angriffe gegen die Rückständigkeit der deutschen Konservatoriumsleiter wie folgt zurück:

„Ich habe meinen Schülern bei so Vielem, das ich sie lehrte, ausdrücklich gesagt: es sind Regeln, die ihr so lange zu befolgen habt, als ihr unmündig seid, es sind Krücken, die den Lahmen stützen, die er aber schleunigst fortwirft, wenn er geheilt ist. Arbeitet euch durch zum selbständigen Denken und Fühlen, und ist es soweit gekommen, dann pfeift auf alle Regeln und auf euern Lehrer dazu!

[…]

Ich habe Schüler gebildet, ich möchte sagen, in allen ‚Preislagen‘, vom verknöcherten Philister bis zu Leuten wie Hans Pfitzner und dem genialen revolutionären Cyrill Scott. Ich habe mir Mühe gegeben, das Individuum zu achten und mich gehütet, ihm meinen Geschmack, meine Richtung aufzudrängen und nur danach gestrebt, ihm in einer möglichst vollendeten Technik das Schwert zu liefern, das er im Streite schwingen soll. Mut und Kraft zum Siegen gibt kein Lehrer, sondern nur ein Gott!“

## Werke (Auswahl)
Moritz Bauer gliedert in seinem Nachruf Knorrs Schaffen in drei Perioden:
1. 1873–1889: Die Zeit in Charkow und die erste Zeit in Frankfurt am Main reicht vom ersten Trio bis zu den ukrainischen Liebesliedern. Diese Periode bevorzugt die Kammermusik und ist außerordentlich fruchtbar.
2. 1890–1904: Sie ist gekennzeichnet durch das Hinstreben zur Orchesterkomposition großen Stils, besonders auch der Suitenform und findet ihren Höhepunkt in der Szene Maria, der Sinfonischen Phantasie, der Fee Ogliana, der B-Dur-Suite und reicht bis in die Entstehungszeit der ersten Oper Dunja hinein.
3. 1905–1916: Sie umfasst als Hauptwerke die Marien-Legende, die zweite Oper Durchs Fenster und die Passacaglia und Fuge für großes Orchester.

Die Opuszahlen entsprechen nicht der Entstehungschronologie.
- Variationen über ein Thema von Robert Schumann für Klaviertrio, op. 1
- Klavierquartett Es-Dur, op. 3
- Ukrainische Liebeslieder für Vokalquartett und Klavierbegleitung, op. 5
- Variationen über ein ukrainisches Volkslied für Orchester, op. 7 (verlegt bei Breitkopf & Härtel, 1891)
- Variationen über ein russisches Volkslied für Klavierduo, op. 8
- 8 Lieder für gemischten Chor, op. 11
- Symphonische Fantasie, op. 12, 1899
- Serenade G-Dur für Orchester, op. 17
- Dunja, Oper, 2 Akte, op. 18 (Uraufführung 1904 in Koblenz)
- 20 leichte fortschreitende Etüden ... für Klavier op. 19 (Frankfurt: B. Firnberg, 1904)
- Suite für Orchester Aus der Ukraine, op. 20
- Die Hochzeit, Oper (1907 in Prag)
- Durchs Fenster, Oper, 1 Akt (1908 in Karlsruhe)

## Publikationen
- Tschaikowsky. Berlin 1900; archive.org.
- Aufgaben für den Unterricht in der Harmonielehre: für die Schüler des Dr. Hoch’schen Konservatoriums in Frankfurt/Main. Zusammengestellt von Iwan Knorr, 7. Auflage, Breitkopf & Härtel, Leipzig 1903; archive.org.
- Lehrbuch der Fugenkomposition. Breitkopf & Härtel, Leipzig 1911; archive.org.
- Die Fugen des wohltemperierten Klaviers von Jh. Seb. Bach in bildlicher Darstellung. Breitkopf & Härtel, Leipzig 1912; University of Rochester.
- Iwan Knorr, Hugo Riemann, Josef Sittard: Johannes Brahms, Symphonien und andere Orchesterwerke (= Meisterführer Nr. 3). Schlesinger’sche Buch- und Musikhandlung, Berlin o. J.; archive.org.

## Schüler (Auswahl)
- Ernest Bloch
- Walter Braunfels
- Clemens von Franckenstein
- Carl Friedberg
- Oskar Fried
- Henry Balfour Gardiner
- Hans Jelmoli
- Walther Lampe
- Frank Limbert
- Norman O’Neill
- Paul Ottenheimer
- Hans Pfitzner
- Roger Quilter
- Johanna Renk
- Willy Renner
- Cyril Scott
- Bernhard Sekles
- Johanna Senfter
- Ernst Toch
- Hermann Zilcher